# 마지드 에딘 가잘
마지드 에딘 가잘(아랍어: مجد الدين غزال‎, 1987년 4월 21일~)은 시리아의 육상 선수로 주 종목은 높이뛰기이다. 올림픽에 4회(2008, 2012, 2016, 2020) 참가했으며 2017년 세계 육상 선수권 대회 남자 높이뛰기 종목에서 동메달을 획득했다. 또한 아시안 게임에서 동메달 1개, 아시아 선수권 대회에서 금메달 1개, 은메달 1개, 동메달 1개, 지중해 게임에서 금메달 1개, 은메달 1개를 획득했다.
현재 시리아 남자 높이뛰기 실외와 실내 모두 국가 기록을 보유하고 있다.